# Taro Sugahara
Taro Sugahara (菅原 太郎 Sugahara Taro?, nacido el 14 de junio de 1981 en Shiga) es un exfutbolista japonés. Jugaba de delantero y su último club fue el Grulla Morioka de Japón.

## Trayectoria

### Clubes
| Club             | País   | Año         |
| ---------------- | ------ | ----------- |
| Mirassol         | Brasil | 2000        |
| Kashiwa Reysol   | Japón  | 2001 - 2002 |
| Vissel Kobe      | Japón  | 2003        |
| Sagan Tosu       | Japón  | 2004        |
| Ehime FC         | Japón  | 2005        |
| Zweigen Kanazawa | Japón  | 2006        |
| Grulla Morioka   | Japón  | 2007 - 2008 |
| Blaublitz Akita  | Japón  | 2009 - 2010 |
| Sony Sendai      | Japón  | 2011        |
| Hoyo Oita        | Japón  | 2012        |
| Blaublitz Akita  | Japón  | 2013        |
| Grulla Morioka   | Japón  | 2014        |

## Estadística de carrera

### J. League
| Club           | Año   | J. League | J. League | Copa J. League | Copa J. League | Total | Total |
| Club           | Año   | Part.     | Goles     | Part.          | Goles          | Part. | Goles |
| -------------- | ----- | --------- | --------- | -------------- | -------------- | ----- | ----- |
| Kashiwa Reysol | 2001  | 0         | 0         | 0              | 0              | 0     | 0     |
| Kashiwa Reysol | 2002  | 4         | 0         | 0              | 0              | 4     | 0     |
| Vissel Kobe    | 2003  | 2         | 0         | 0              | 0              | 2     | 0     |
| Sagan Tosu     | 2004  | 8         | 0         | -              | -              | 8     | 0     |
| Grulla Morioka | 2014  | 11        | 1         | -              | -              | 11    | 1     |
| Total          | Total | 25        | 1         | 0              | 0              | 25    | 1     |